# Domenico Agostino Vandelli
Domenico Agostino Vandelli (Padova, 8 luglio 1735 – Lisbona, 27 giugno 1816) è stato uno scienziato, naturalista e botanico italiano.

## Biografia
Domenico Agostino Vandelli nacque l'8 luglio 1735 a Padova da Girolamo Vandelli e Francesca Stringa, entrambi esponenti della nobiltà modenese e veneziana. La formazione scientifica del Vandelli avvenne già in seno alla famiglia. All'Università degli Studi di Padova si laureò nel 1756 in Medicina con una tesi intitolata: Dissertationes tres: de Aponi thermis, integrata con la precedente pubblicazione: De nonnullis insectis terrestribus et zoophytis marinis, et de vermium terrae reproductione atque taenia canis. 
Vandelli si era già fatto conoscere in ambito accademico per una disputa contro il fisiologo tedesco Albrecht von Haller che si ritrova pubblicata nell'Epistola de sensibilitate pericranii, Periosteii, Medullæ, Duræ Meningis, Corneæ et Tendium, in Padova, 1756 e nell'Epistola secunda et tertia de sensivitate halleriana, in Padova, 1758.
Continuò gli studi naturalistici in Italia collaborando con Bartolomeo Lavagnoli, con il Morgagni, ed altri esponenti accademici. 
Nel 1760 a Padova diede alle stampe l'Analisi di alcune acque medicinali del Modenese e nel 1761 il Tractatus de Thermis agri patavinum, e lo  Specimen plantarum quae in urbe et agro mediolanensi nascuntur.
Tanta fama in poco tempo gli valse una certa reputazione negli ambienti accademici, entrò presto in contatto con il celeberrimo naturalista svedese Carl von Linné (1707-1778) con il quale intrattenne uno scambio epistolare per lungo tempo; le lettere frutto di questa collaborazione scientifica e di amicizia furono pubblicate in appendice al testo: Floræ Lusitanicæ et Brasiliensis Specimen, in Coimbra, 1788. 
Molto importante per le scienze naturali è una lettera che Vandelli scrisse a Linneo il 16 marzo 1761, la Epistola de Holuthurio et testudine coriacea ad celeberrimum Carolum Linnaeum equitem Naturæ curiosorum. 
Nel 1763 divulga a Modena la notoria dissertazione Dell'acqua di Brandola.
Tra il 1761 ed il 1764, Vandelli viaggiò attraverso varie regioni del Nord Italia, dal Tirreno all'Adriatico, raccogliendo manufatti archeologici e campioni di storia naturale. Riunì così una vasta collezione di reperti e campioni biologici, mineralogici e specie paleontologiche, che utilizzò per costituire un museo privato a Padova a cui diede il proprio nome: "Conspectus Musei Dominici Vandelli". Le collezioni erano vaste e si ricorda che nel 1763 occupavano 28 armadi. 
Vandelli riceveva il supporto di alcuni studenti ed amici naturalisti sparsi in Germania, Italia, Grecia, Gallia, in Sicilia ed in Egitto, ed altri luoghi; questa rete gli permise di incrementare la propria collezione. Egli non si limitava tuttavia alla sola raccolta, studiava ogni reperto metodicamente, descrivendolo ed illustrandolo con grande arte. Tutte queste collezioni costituirono successivamente il nucleo fondante del Museo di Storia Naturale dell'Università di Coimbra.
Nel 1763 Vandelli ricevette l'invito del Marchese de Pombal per professare Chimica e Storia Naturale nel Real Colégio dos Nobres di Lisbona, ed un invito esplicito di Caterina II per assumere la cattedra di Scienze naturali all'Università di San Pietroburgo.
Nel 1764 Vandelli, sciolto l'indugio per l'esortazione instancabile del Marchese de Pombal partì per il Portogallo. 
Vandelli arriva così in Portogallo, come parte di un gruppo di accademici italiani, impegnato a insegnare materie scientifiche (matematica, chimica, fisica e storia naturale) presso il Real Colégio dos Nobres, un istituto pre-universitario, fondato a Lisbona, con l'obiettivo di dare la formazione iniziale alla nobiltà portoghese; Vandelli assunse la cattedra di Chimica e Scienze Naturali. Questa attività accademica non ebbe molto successo, poiché gli aristocratici portoghesi non sembrarono essere molto interessati alla formazione scientifica in ragione della loro discendenza. Deluso anche dalla mancanza di prospettive, Vandelli decise di tornare in Italia.
Nel 1765, il Marchese di Pombal lo esortò caldamente ancora una volta e così tornò di nuovo in Portogallo, gratificandolo con la nomina a responsabile della progettazione e della costruzione del nuovo giardino botanico di Ajuda a Lisbona.
Nel 1767 per i suoi lavori naturalistici pubblicati e consolidati dalla comunità scientifica gli verrà dedicato il genere Vandellia e le sottofamiglia delle Vandellinae.
Nel 1772, venne nominato professore di Chimica e Storia Naturale presso l'Università di Coimbra appena riformata dal Marchese di Pombal. Prima del Vandelli non esistevano questi insegnamenti in nessun ateneo lusitano, perciò lo si può considerare fondatore in terra portoghese delle nuove scienze. Durante gli anni della docenza si adoperò per la costruzione di importanti istituzioni, per l'Università e per il pubblico, molte delle quali sono in funzione ancora oggi. Il Laboratorio chimico fu aperto nel 1774, e permise la preparazione di una nuova vernice: la Guttaperca, grazie alla quale il Vandelli poté essere il primo a ripetere l'esperimento di ascesa dei fratelli Montgolfier con un pallone ad idrogeno. Fondò il Museo di Storia Naturale nel 1775, e l'Orto botanico dell'Università di Coimbra nel 1790. Vandelli si era già occupato precedentemente, nel 1793, del giardino botanico presso il Palácio Nacional da Ajuda a Lisbona, un giardino all'italiana che ebbe ed ha tuttora un grande successo per la scienza (più di 5000 specie) e per il pubblico.
Nel 1777 il "Tractatus de Thermis agro Patavini», già pubblicato nel 1761 fu tradotto in portoghese dallo stesso Vandelli e presentato a Maria I del Portogallo, la Regina del Portogallo.
Nel 1779 sulla scia dell'esempio di altre prestigiose accademie come la Royal Society di Londra, Vandelli indusse a fondare l'Academia das Ciências de Lisboa. Egli curò personalmente le raccolte delle ricerche e delle scoperte dell'Accademia che furono raccolte nei vari volumi delle Memórias da Academia Real das Ciências de Lisboa. 
Vandelli divenne anche un membro influente della Junta do comercio grazie alle sue numerose pubblicazioni di economia, di agricoltura e di sviluppo industriale. 
Durante gli anni accademici Vandelli pubblicò diverse opere di grande valore tra le quali si evidenziano le seguenti: Dissertatio de arbore draconis, seu dracæna, in Lisbona, 1768; Memoria sobre a utilidade dos Jardins Botanicos, in Lisbona, 1770; Fasciculus Plantarum cum novis generibus et speciebus, in Lisbona, 1771; Floræ Lusitanicæ et brasiliensis specimen et epistolæ ab eruditis viris Carolo Linné, Antonio de Haen ad Dominicum Vandelli scriptæ, in Coimbra, 1788; Diccionario dos termos technicos de Historia natural extrahidos das obras de Linnéo, com a sua explicação, e estampas abertas em cobra, para facilitar a inteligência dos mesmos e a Memoria sobre a utilidade dos Jardins Botanicos, in Coimbra, 1788; Viridarium Grisley Lusitanicum, Linneanis, Nominibus illustratum iussu accademiæ in lucem editum, in Coimbra, 1789.
Nel 1807 la storia travolse anche Domenico Vandelli e la sua famiglia: a seguito dell'invasione delle truppe Napoleoniche, il Vandelli, che era massone, fu ingiustamente arrestato dal governo portoghese con l'accusa di aver collaborato con i Francesi. Per questo fu esiliato, ad 80 anni, assieme al figlio maggiore, il chimico e naturalista Alexandre Antonio (1784-1862), sull'isola Terceira nelle Azzorre, nel 1810. Tuttavia grazie alla sua notorietà ed alle sue conoscenze influenti, in particolare del Presidente della Royal Society, Sir Joseph Banks, riuscì a recarsi in Inghilterra con un lasciapassare dopo poco più di sei mesi di prigionia. L'occupazione francese durò sino al 1811, ma solo nel 1815, con la restaurazione a seguito del Congresso di Vienna, Domenico Vandelli poté tornare in Portogallo dimostrando la sua estraneità alle accuse a lui addebitate.
Nel seguito il Vandelli riprese immediatamente la sua fervida attività di scienziato, rivisitando le sue numerose opere, non dimentico però di appoggiare altresì le istanze della popolazione lusitana stremata dalla recente guerra. Con tale sensibilità pubblicò una celebre lettera Limpeza da cidade –conselhos de Vandelli para o principe regente, in Lisbona, 1815, giunta sino a noi nella sua forma manoscritta.
Vandelli che aveva risentito pesantemente nel fisico a causa della prigionia alla sua età, morì il 27 giugno 1816 a Lisbona, rimpianto da sua moglie D. Feliciana Isabel Matilde Bon e dai suoi quattro figli ed altresì da tutto quel mondo accademico e scientifico che lo aveva tanto ammirato e celebrato.

## Contributi scientifici
L'impronta scientifica del Vandelli nelle scienze naturali è notevole e fondamentale. Numerose piante e animali riportano la radice del suo cognome (Vandellis, Vandellia, Vandellii) e sono a lui attribuite per opera di catalogazione o per diretta scoperta. Tra queste riportiamo le principali:
- Vandellia cirrhosa
- Vandellia beccarii[11]
- Vandellia sanguinea[12]
- Blanus cinereus

- Saxifraga vandellii[13],
- Barbacenia vandellii[14],
- Lafoensia vandellis,
- Androsacea vandellis[15],
- Vandellia palustre[16],
- Mayaca vandellii[17],
- Allium cirrhosum[18];
- Viola Ipecacuanha Vandelli.

Nel 1761 Vandelli cataloga e raffigura una gigantesca tartaruga marina che venne donata all'Università di Padova. La denominazione di Dermochelys Coriacea Testudo servì a Carlo Linneo per la sua esemplare e prima descrizione della specie Dermochelys coriacea pubblicata nella XII edizione del Systema Naturae.
Il ritrovamento di resti fossili di una balena in località Adica in Portogallo condusse il Vandelli nello studio anche in questo ambito. Egli per primo descrisse, disegnò e catalogò questo cetaceo che in seguito fu denominato (tassonomia) come: Aulocetus Vandelli, Cetotherium (Cetotheriophanes) Vandelli, Cetotherium Vandellii, Metopocetus Vandelli, Plesiocetus Vandellii, tutte specie del genere Tranatocetus.

## Opere
Vandelli pubblicò numerose opere tra le quali riportiamo per brevità le seguenti:
- Dissertatio de arbore Draconis, seu Dracœna. Accessit disserta tio de studio Historioe Naturalis necessario in Medicina, Economia, Agricultura, Artibus et Commercio. Olissipone, apud. Ant. Rod. Galliardum 1768.
- Fasciculus Plantarum cum novis generibus et speciebus. Ibi, ex Typ. Regia 1771.
- Memoria sobre a utilidade dos Jardins Botanicos. Lisboa, na Regia Offic. Typ. 1770.
- Diccionario dos termos technicos de Historia Natural, extrahidos das obras de Linnêo, com sua explicação e estampas abertas em cobre, para facilitar a intelligencia dos mesmos, Coimbra, na R. Of fic. da Univ. 1788.
- Memoria sobre a utilidade dos Jardins Botanicos. Coimbra, na R. Of fic. da Univ. 1788.
- Viridarium Grisley Lusitanicum, Linnareanis nominibus illustratum. Jussu Academiœ in lucem editum. Olisipone, ex Typ. Reg. Acad. Scient. Olisip. 1789.
- Florae Lusitanicae et Brasiliensis Specimen. Et Epistoloe ab eruditis viris Carolo a Linné, Antonio de Haen ad Dom. Vandelli scriptœ. Conimbricae, ex Typ. Academico Regia, 1788.

Tre le sue opere di economia, di agricoltura ed industriali si evidenziano:
- Memoria sobre a ferrugem das oliveiras”, tomo I, 1789.
- Memoria sobre a agricultura deste reino e das suas conquistas”, tomo I, 1789.
- Memoria sobre algumas producções naturaes deste reino…”, tomo I, 1789.
- Memoria sobre algumas producções naturaes das conquistas…”, tomo I, 1789.
- Memoria sobre as produccões naturaes do reino e das conquistas, primeiras materias de differentes fabricas, ou manufacturas”, tomo I, 1789.
- Memoria sobre a preferencia que em Portugal se deve dar á agricultura sobre as fabricas”, tomo I, 1789.
- Memoria sobre varias misturas de materias vegetaes na factura dos chapéos”, tomo II, 1790.
- Memoria sobre o modo de aproveitar o carvão de pedra e paus bituminosos”,tomo II, 1790.
- Memoria sobre o encanamento do rio Mondego”, tomo III, 1791.
- Memoria sobre as Aguas livres, tomo III, 1791.
- Memoria sobre o sal gemma das ilhas de Cabo Verde, tomo IV, 1812.
- Memoria sobre a gravidade especifica das agoas de Lisboa e seus arredores”, tomo IV, 1812.
- Dominici Vandelli Florae, et Faunae Lusitanicae Specimen”, tomo I, 1797.
- De Vulcano Olisiponensi et montis Erminii”, tomo I, 1797.
- Varias Observações de Chimica, e Historia Natural”, tomo I, 1797.

| Vand. è l'abbreviazione standard utilizzata per le piante descritte da Domenico Agostino Vandelli. Consulta l'elenco delle piante assegnate a questo autore dall'IPNI. |